# Sebastian Żydowski
Sebastian Żydowski, herbu Doliwa (zm. 1560) – polski duchowny rzymskokatolicki, biskup tytularny naturieński, opat w Mogilnie, wikariusz generalny archidiecezji gnieźnieńskiej, biskup pomocniczy gnieźnieński w latach 1541–1560, benedyktyn.